# Lista över svenska pansarregementen
Detta är en lista över svenska pansarregementen, bataljoner, kårer och kompanier som har existerat i den svenska armén. De är listade först efter vilket enhet de faktiskt tillhörde, sedan efter de olika namn de hade och till sist efter vilka beteckningar enheten hade.

## Efter enhet
- P 1 Göta pansarlivgarde (1943–1963)
- P 1 Göta livgarde (1963–1980)
- P 1 G Göta pansarlivgardes detachement på Gotland (1944–1963)
- P 2 Skånska pansarregementet (1942–1963)
- P 2 Skånska dragonregementet (1963–1994 samt 1998–2000)
- P 2 Norra skånska dragonregementet (1994–1998)
- P 3 Södermanlands pansarregemente (1942–1957)
- P 4 Skaraborgs pansarregemente (1942–1963)
- P 4 Skaraborgs regemente (1963–1997 samt 2000– )
- MekB 9 Skaraborgs regemente och Skaraborgsbrigaden (1998–2000)
- P 5 Norrbottens pansarbataljon (1957–1975)
- I 19/P 5 Norrbottens regemente med Norrbottens pansarbataljon (1975–1994)
- MekB 19 Norrbottens regemente och Norrbottensbrigaden (1994–2000)
- I 19 Norrbottens regemente (2000– )
- P 6 Norra skånska regementet (1963–1994)
- P 7 Södra skånska regementet (1963–1997 samt 2000– )
- MekB 7 Södra skånska regementet och Södra skånska brigaden (1998–2000)
- P 10 Södermanlands regemente (1963–2005)
- P 18 Gotlands regemente (gamla) (1963–2005)
- P 18 Gotlands regemente (nya) (2018– )

## Efter namn
- Gotlands regemente (gamla)
- Gotlands regemente (nya)
- Göta livgarde
- Göta pansarlivgarde
- Göta pansarlivgardes detachement på Gotland
- Norra skånska regementet
- Norrbottens pansarbataljon
- Norrbottens regemente
- Norrbottens regemente och Norrbottensbrigaden
- Norrbottens regemente med Norrbottens pansarbataljon
- Skaraborgs pansarregemente
- Skaraborgs regemente
- Skaraborgs regemente och Skaraborgsbrigaden
- Skånska dragonregementet
- Skånska pansarregementet
- Södermanlands pansarregemente
- Södermanlands regemente
- Södra skånska regementet

## Efter beteckning
- I 19
- I 19/P 5
- MekB 9
- MekB 19
- P 1
- P 1 G
- P 2
- P 2/Fo 14
- P 3
- P 4
- P 4/Fo 35
- P 5
- P 6
- P 6/Fo 14
- P 7
- P 7/Fo 11
- P 10
- P 10/Fo 43
- P 18 (gamla)
- P 18 (nya)
- Pbat/I 19

### Webbkällor
- Högman, Hans (2007). ”Militaria - Svensk militärhistoria”. http://www.hhogman.se/militaria.htm. Läst 26 augusti 2007.